# Gonzalo García Torres
Gonzalo García Torres (Madrid, 24 de marzo de 2004) es un futbolista español que juega como delantero centro o extremo derecho en el Real Madrid C. F. de la Primera División de España.

## Trayectoria
Natural de Madrid, es un jugador formado en la cantera del SEK, desde 2008 a 2010, en el Club Santa Bárbara desde 2010 a 2012 de la localidad argentina de Tigre, debido a que estuvo viviendo dos años en ese país por razones laborales de su padre y en el Jarama Race desde 2012 a 2014, fecha en la que ingresó en La Fábrica del Real Madrid Club de Fútbol para formar parte del alevín "B". 
Tras cuatro temporadas en categoría alevín e infantil en el conjunto blanco, en la temporada 2018-19 se marcha al R. C. D. Mallorca para jugar en categoría cadete. En la temporada 2019-20, regresa a la cantera del Real Madrid Club de Fútbol.
El 26 de marzo de 2022, hace su debut con el Real Madrid Castilla en la Primera Federación, en un encuentro frente a la R. B. Linense que acabó con empate a 1.
En la temporada 2022-23, alterna participaciones con el Juvenil "A" en División de Honor y Liga Juvenil de la UEFA y además disputa 5 partidos con el Real Madrid Castilla Club de Fútbol en la Primera Federación.
Real Madrid C.F.
El día 2 de septiembre del 2023 va convocado con el primer equipo del Real Madrid, contra el Getafe (2-1).
El 26 de noviembre de 2023 debuta en partido oficial de Liga con el Real Madrid sustituyendo a Rodrygo Goes en el minuto 78' contra el Cádiz C. F. El partido se disputó en el Estadio Nuevo Mirandilla y acabó en victoria blanca por 0-3. Debutó en el Santiago Bernabéu el 2 de diciembre de 2023 ante el Granada.
El 5 de febrero de 2025 marcó su primer gol con el primer equipo del Real Madrid en el partido de cuartos de final de la Copa del Rey de fútbol 2024-25 disputado frente al Club Deportivo Leganés en el Estadio Municipal de Butarque. Entró al campo en el minuto 82, sustituyendo a Endrick. Cuando el partido parecía que se iba a la prórroga, en el minuto 93, marcó tras un cabezazo a pase de Brahim Díaz el gol que supuso el 2-3 que definiría la clasificación de su equipo a semifinales de la Copa del Rey.
El 18 de junio del 2025, fue convocado por Xabi Alonso para disputar el Mundial de Clubes, en el que en el primer encuentro contra Al Hilal (1-1) marcó el único gol del equipo, siendo nombrado MVP del partido.
En la segunda jornada frente al Pachuca dio la asistencia a Arda Güler que supuso el segundo gol del partido.
En la tercera jornada del campeonato en el partido correspondiente a la última jornada de la frase de grupo frente al Red Bull Salzburg marcó el tanto que supuso el 0-3 definitivo y que significó la clasificación del conjunto blanco como primero de grupo.
En el partido de Octavos de final frente a la Juventus marcó el 1-0 de cabeza tras asistencia de Trent Alexander-Arnold, dicho tanto supuso la clasificación para cuartos de final.
En el cruce de cuartos de final contra el Borussia Dortmund marcó el primer gol del partido a pase de Arda Güler, finalmente el partido finalizó con un 3-2 a favor del Real Madrid y significó el pase a semifinales contra el Paris Saint-Germain, en ese momento se convirtió en el máximo goleador del Mundial de clubes 2025 con 4 tantos empatado con Ángel Di María y Marcos Leonardo.
Pese a la eliminación del conjunto blanco en semifinales contra el Paris Saint-Germain, Gonzalo fue nombrado Bota de Oro de la Copa Mundial de Clubes de la FIFA 2025, lo que le acredita como máximo goleador del torneo con 4 goles y 1 asistencia, dicha asistencia sirvió para desempatar los 4 tantos marcados por Ángel Di María, Marcos Leonardo, Serhou Guirassy y el propio Gonzalo. Este galardón le sirvió de ayuda para formar parte del Equipo ideal del Mundial de clubes
El 8 de agosto de 2025 se oficializó su incorporación definitiva a la primera plantilla de Real Madrid, debido a sus excelentes actuaciones, quedando vinculado hasta el 30 de junio de 2030.ese mismo día se oficializó que su dorsal con el primer equipo sería el 16.

## Selección nacional

### Categorías inferiores
El 8 de octubre de 2021, debuta con la Selección de fútbol sub-18 de España en un encuentro amistoso frente a Turquía.

## Estadísticas

### Clubes
Actualizado al último partido disputado el 5 de julio de 2025.
| Club                          | Div.          | Temporada     | Liga  | Liga  | Liga   | Copas nacionales | Copas nacionales | Copas nacionales | Copas internacionales | Copas internacionales | Copas internacionales | Total | Total | Total  |
| Club                          | Div.          | Temporada     | Part. | Goles | Asist. | Part.            | Goles            | Asist.           | Part.                 | Goles                 | Asist.                | Part. | Goles | Asist. |
| ----------------------------- | ------------- | ------------- | ----- | ----- | ------ | ---------------- | ---------------- | ---------------- | --------------------- | --------------------- | --------------------- | ----- | ----- | ------ |
| Real Madrid Castilla · España | 1.ª F         | 2021-22       | 2     | 0     | 0      | ―                | ―                | ―                | ―                     | ―                     | ―                     | 2     | 0     | 0      |
| Real Madrid Castilla · España | 1.ª F         | 2022-23       | 8     | 0     | 2      | ―                | ―                | ―                | ―                     | ―                     | ―                     | 8     | 0     | 2      |
| Real Madrid Castilla · España | 1.ª F         | 2023-24       | 27    | 5     | 1      | ―                | ―                | ―                | ―                     | ―                     | ―                     | 27    | 5     | 1      |
| Real Madrid Castilla · España | 1.ª F         | 2024-25       | 36    | 25    | 4      | ―                | ―                | ―                | ―                     | ―                     | ―                     | 36    | 25    | 4      |
| Real Madrid Castilla · España | Total club    | Total club    | 73    | 30    | 7      | 0                | 0                | 0                | 0                     | 0                     | 0                     | 73    | 30    | 7      |
| Real Madrid · España          | 1.ª           | 2023-24       | 2     | 0     | 0      | 0                | 0                | 0                | 0                     | 0                     | 0                     | 2     | 0     | 0      |
| Real Madrid · España          | 1.ª           | 2024-25       | 3     | 0     | 1      | 1                | 1                | 0                | 5                     | 4                     | 1                     | 9     | 5     | 2      |
| Real Madrid · España          | Total club    | Total club    | 5     | 0     | 1      | 1                | 1                | 0                | 5                     | 4                     | 1                     | 11    | 5     | 2      |
| Total carrera                 | Total carrera | Total carrera | 78    | 30    | 8      | 1                | 1                | 0                | 5                     | 4                     | 1                     | 84    | 35    | 9      |

## Palmarés

### Campeonatos nacionales
| Título                     | Equipo            | Año  |
| -------------------------- | ----------------- | ---- |
| Primera División de España | Real Madrid C. F. | 2024 |

### Distinciones individuales
| Distinción                                           | Año  |
| ---------------------------------------------------- | ---- |
| Bota de Oro de la Copa Mundial de Clubes de la FIFA  | 2025 |
| Equipo ideal de la Copa Mundial de Clubes de la FIFA | 2025 |

## Vida personal
Es sobrino nieto segundo de los actores estadounidenses Rita Hayworth y Vernon Cansino, y sobrino bisnieto de los bailarines Eduardo Cansino y Elisa Cansino.
En su etapa viviendo en Argentina se hizo hincha del Club Atlético River Plate, sin perder su esencia madridista.